# 芳花堂はつ国
芳花堂 はつ国（ほうかどう はつくに、生没年不詳）とは、江戸時代の大坂の浮世絵師。

## 来歴
寿好堂よし国の門人かといわれる。大坂の人。はつ国と号す。作画期は文政9年（1826年）から文政11年（1828年）にかけてで、役者絵を残している。

## 作品
- 「松枝鉄之助･中村芝翫」　大判錦絵　※文政9年正月、中の芝居の『伽羅先代萩』より
- 「団七九郎兵衛･中村歌右衛門」　大判錦絵　※文政11年4月、角の芝居『宿無団七時雨傘』より